# Bultei
Bultei (Urtei in sardo) è un comune italiano di 785 abitanti della città metropolitana di Sassari, situato nella regione storica del Goceano.

## Storia
Non si conosce l'epoca esatta della fondazione di Bultei, neppure approssimativa. 
Ciò che è ormai accertato è che il territorio di Bultei fosse già abitato nell'età neolitica e nell'età del bronzo, e lo dimostrano i numerosi nuraghi e le tombe dei giganti sparsi nel suo territorio. Fino all'inizio del '900, rimanevano ancora visibili a nord del paese i resti di due antichi centri abitati, che si crede siano stati annientati da una terribile pestilenza verso la fine del medioevo.
I primi dati sul paese risalgono al 1388, ma per gli storici Bultei ha origine almeno due secoli prima.
Nel campo di Bultei, sorgeva pure il paese di Usolvìsi, che andò distrutto nel primo medioevo. Ad Usolvisi era presente un convento dei camaldolesi, ai quali il vescovo di Castro, nella seconda metà del XII secolo, cedette la vicina chiesa di San Saturnino con una forte rendita. È probabile che la fondazione dell'attuale Bultei sia di poco anteriore al mille.
Bultei fece prima parte della curatoria di Anela del giudicato di Torres, poi, sotto il giudicato d'Arborea venne incorporata nella contea del Goceano e diventò un feudo regio dopo la sconfitta del Marchese di Oristano Leonardo Alagon a Macomer.
Il paese diede i natali a Francesco Bande, uno dei più importanti musicisti della storia della musica sarda.

### Simboli
Lo stemma e il gonfalone del comune di Bultei sono stati concessi con decreto del presidente della Repubblica del 27 novembre 2002. Lo stemma si blasona:
Nello stemma sono raffigurati: una navicella votiva con protome cervina in bronzo di epoca nuragica, rinvenuta nel 1949 nel territorio comunale ad Argiolas in località Bonotta e conservata nel Museo archeologico nazionale di Cagliari; e due pecore, simboli dell'allevamento di ovini che sta alla base dell'economia del paese.
Il gonfalone è un drappo rettangolare di bianco con la bordatura di rosso.

## Monumenti e luoghi d'interesse

### Architetture religiose
- Chiesa di Santa Margherita
- Chiesa di San Pietro
- Chiesa di Sant'Antonio Abate
- Chiesa di San Sebastiano
- Chiesa della Madonna dell'altura
- Chiesa di San Saturnino di Usolvisi
- Chiesa di San Francesco e Santa Chiara nel parco di Sa Fraigada
- Chiesa Nostra Signora dell'altura, Sa Cresiedda
- Chiesa della Madonna di Fatima nel complesso Foresta Fiorentini

### Siti archeologici
- Tomba dei giganti Sas Presones
- Nuraghe Tilariga
- Dolmen Su Coveccu

### Aree naturali
- Foresta Fiorentini
- Foresta sa Matta
- Parco di Sa Fraigada
- Su Tassu

### Altri luoghi di interesse
- Vasca termale libera Su Anzu zona San Saturnino
- Calidarium delle terme romane della città di Lesa (presso lo stabilimento termale San Saturnino)

## Società

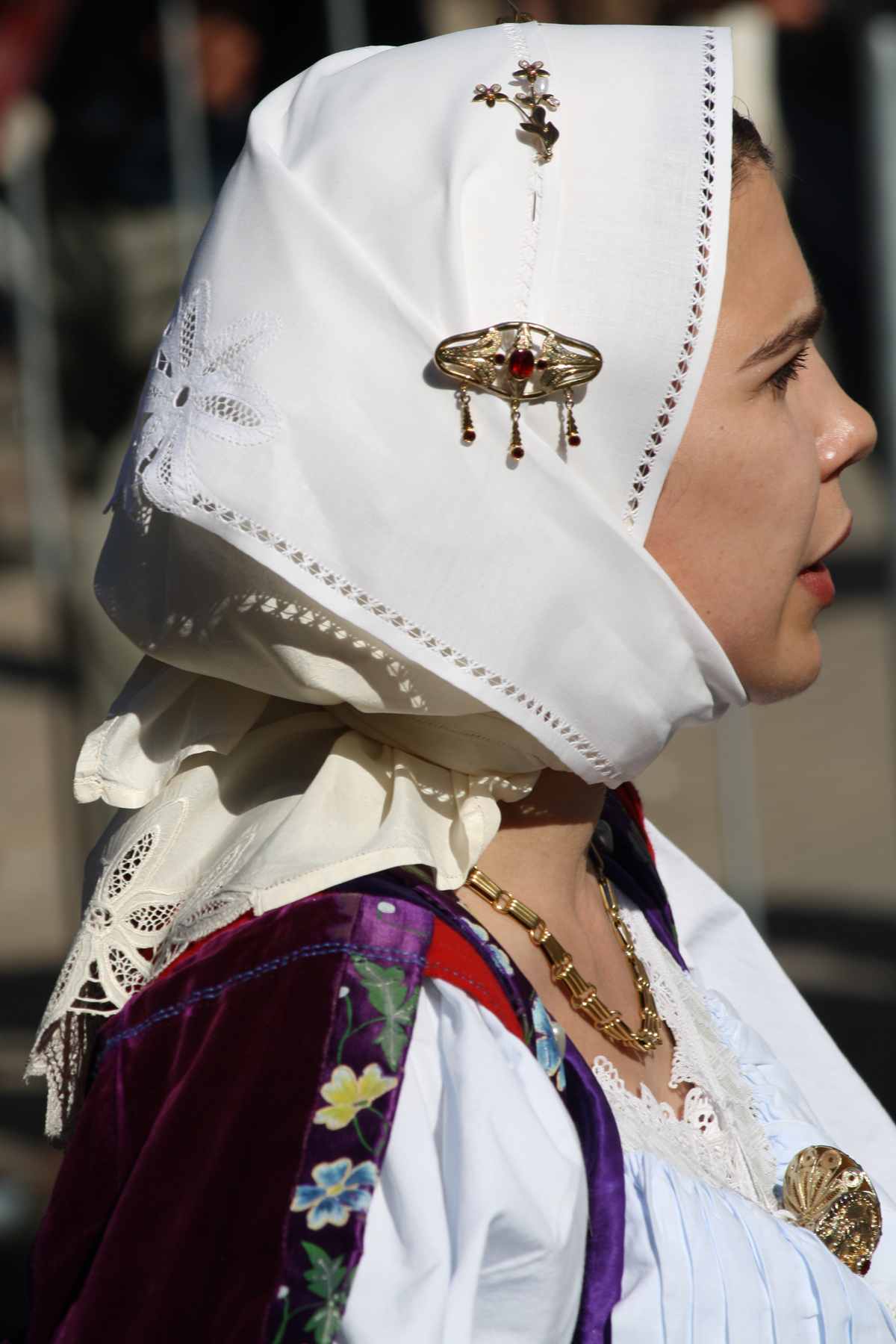
Abiti tradizionali femminili

### Evoluzione demografica
Abitanti censiti

### Lingue e dialetti
La variante del sardo parlata a Bultei è quella logudorese centrale o comune.

## Amministrazione
| Periodo         | Periodo         | Primo cittadino   | Partito                                  | Carica  | Note   |
| --------------- | --------------- | ----------------- | ---------------------------------------- | ------- | ------ |
| 23 aprile 1995  | 16 aprile 2000  | Sebastiana Manca  | Centro                                   | Sindaco | [ 8 ]  |
| 16 aprile 2000  | 8 maggio 2005   | Andrea Mario Fenu | liste civiche di centro-sinistra         | Sindaco | [ 9 ]  |
| 8 maggio 2005   | 30 maggio 2010  | Andrea Mario Fenu | lista civica                             | Sindaco | [ 10 ] |
| 30 maggio 2010  | 31 maggio 2015  | Francesco Fois    | lista civica "Insieme per Bultei"        | Sindaco | [ 11 ] |
| 31 maggio 2015  | 26 ottobre 2020 | Francesco Fois    | lista civica "Insieme per Bultei"        | Sindaco | [ 12 ] |
| 26 ottobre 2020 | in carica       | Daniele Arca      | lista civica "Impegno comune per Bultei" | Sindaco | [ 13 ] |

### Gemellaggi
- Fiorano Modenese
- Maranello, dal 1986

## Sport

### Calcio
La principale squadra di calcio del comune è l'Unione Sportiva Bultei 1970 che milita nel campionato di Prima Categoria. Nata nel 1970, è arrivata a partecipare al campionato sardo di Promozione per quattro stagioni dal 1994 al 1998.